# 日本新鱗鮋
日本新鱗鮋，為輻鰭魚綱鮋形目鮋亞目真裸皮鮋科的其中一種，為溫帶海水魚，分布於西北太平洋日本高知縣外海海域，體長可達13.5公分，棲息在底層水域，生活習性不明，具有毒性。